# Pendjari
Cet article concerne la rivière Pendjari. Pour le parc national, voir Parc national de la Pendjari.
La Pendjari ou Oti est une rivière d'Afrique de l'ouest qui coule au Burkina Faso, au Bénin, au Togo et au Ghana. Dans ces deux derniers pays, elle est connue sous le nom d'Oti. Elle est un affluent du fleuve Volta auquel elle donne ses eaux en rive gauche au niveau du lac Volta.

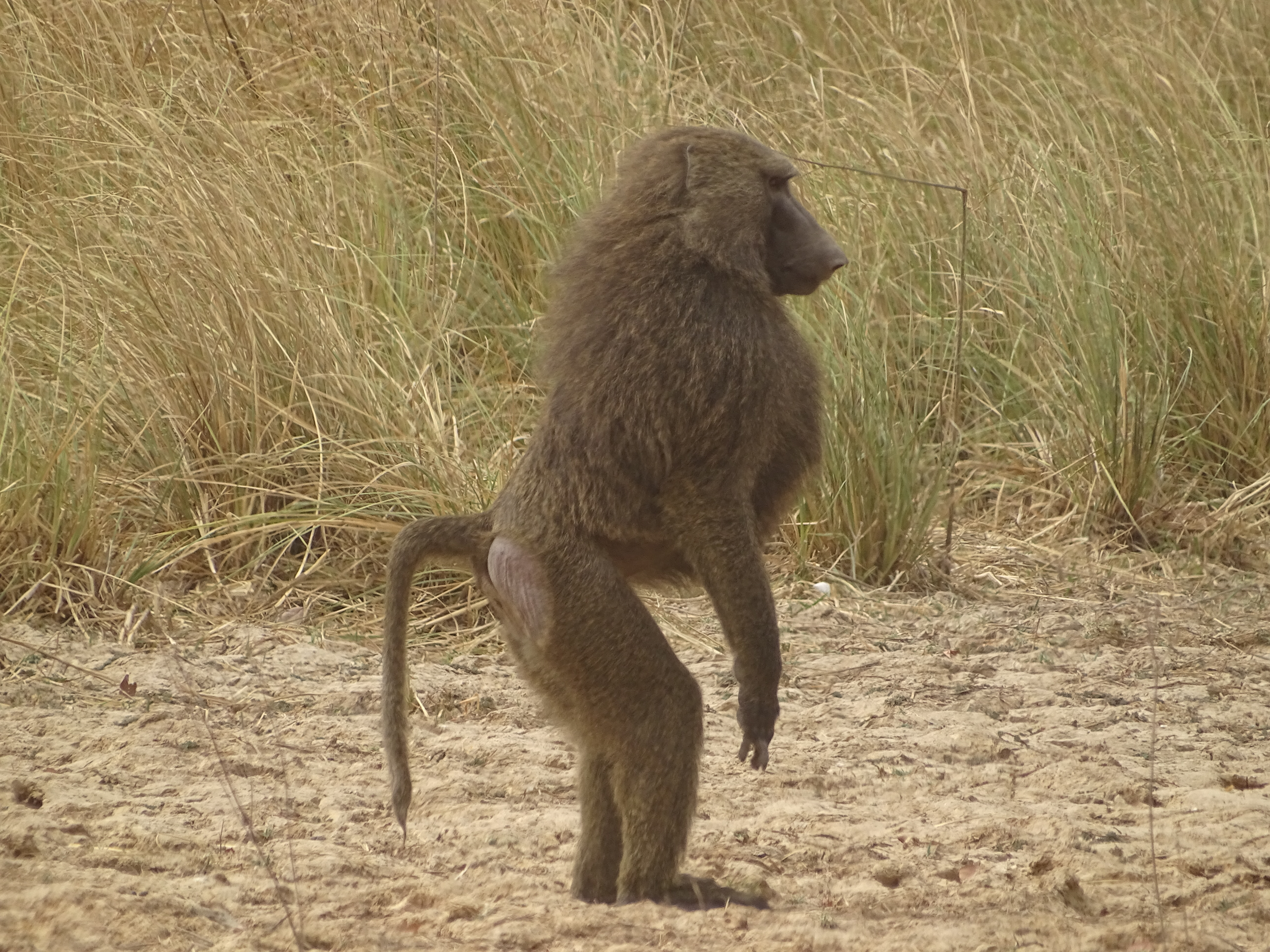
Babouin dans la Pendjari.

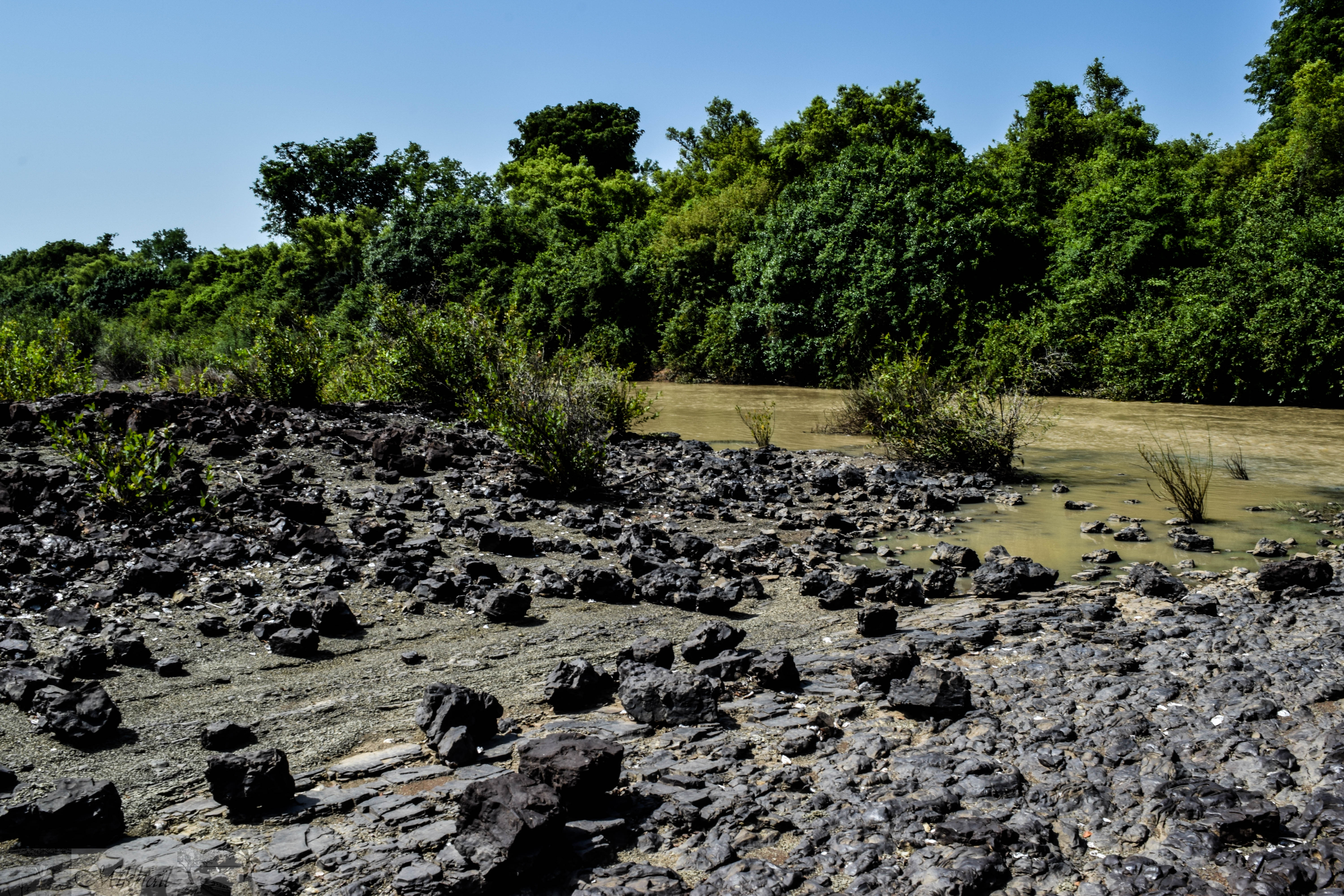
Rivière dans Pendjari.

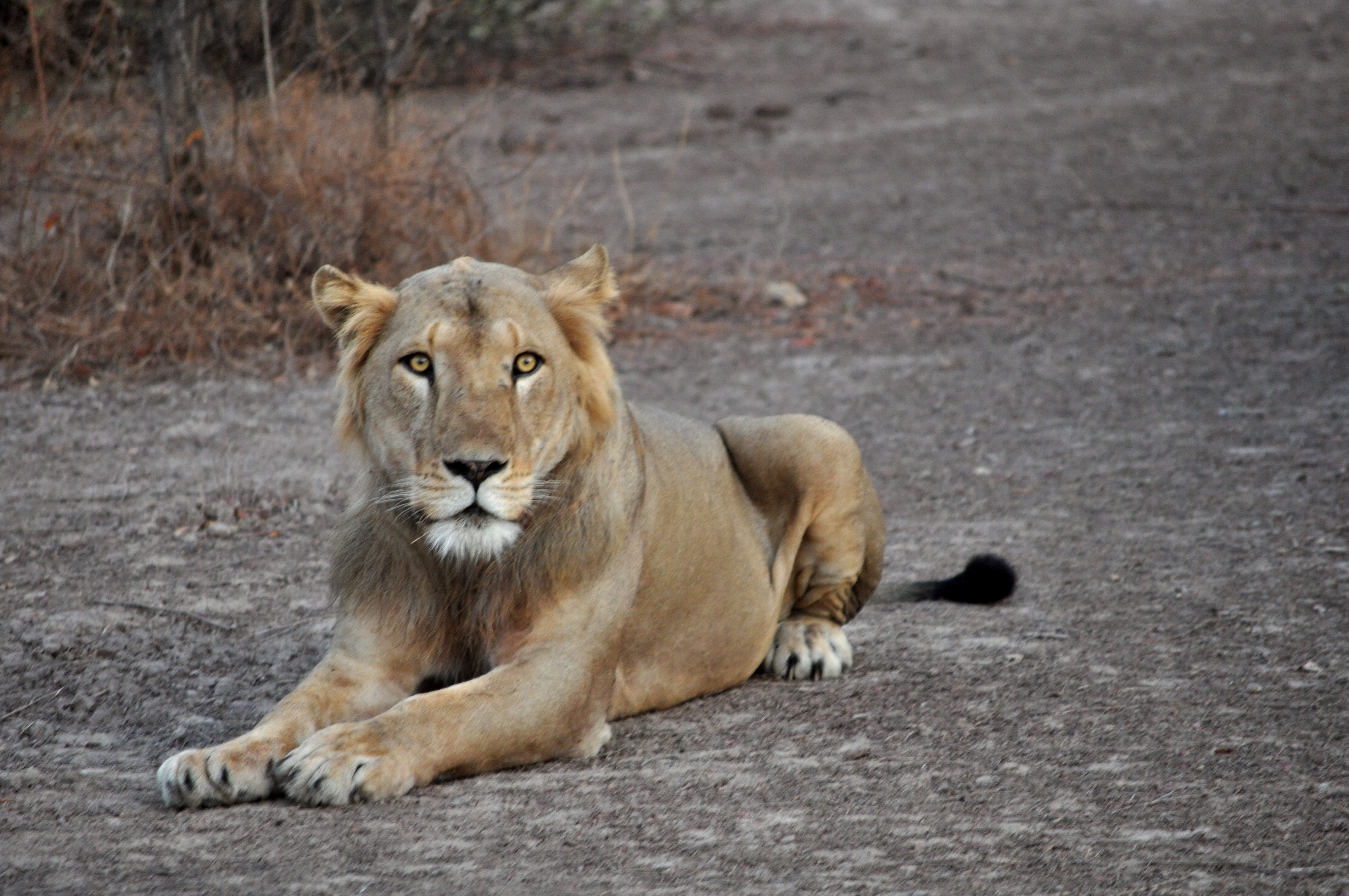
Lion au repos dans le parc pendjari.

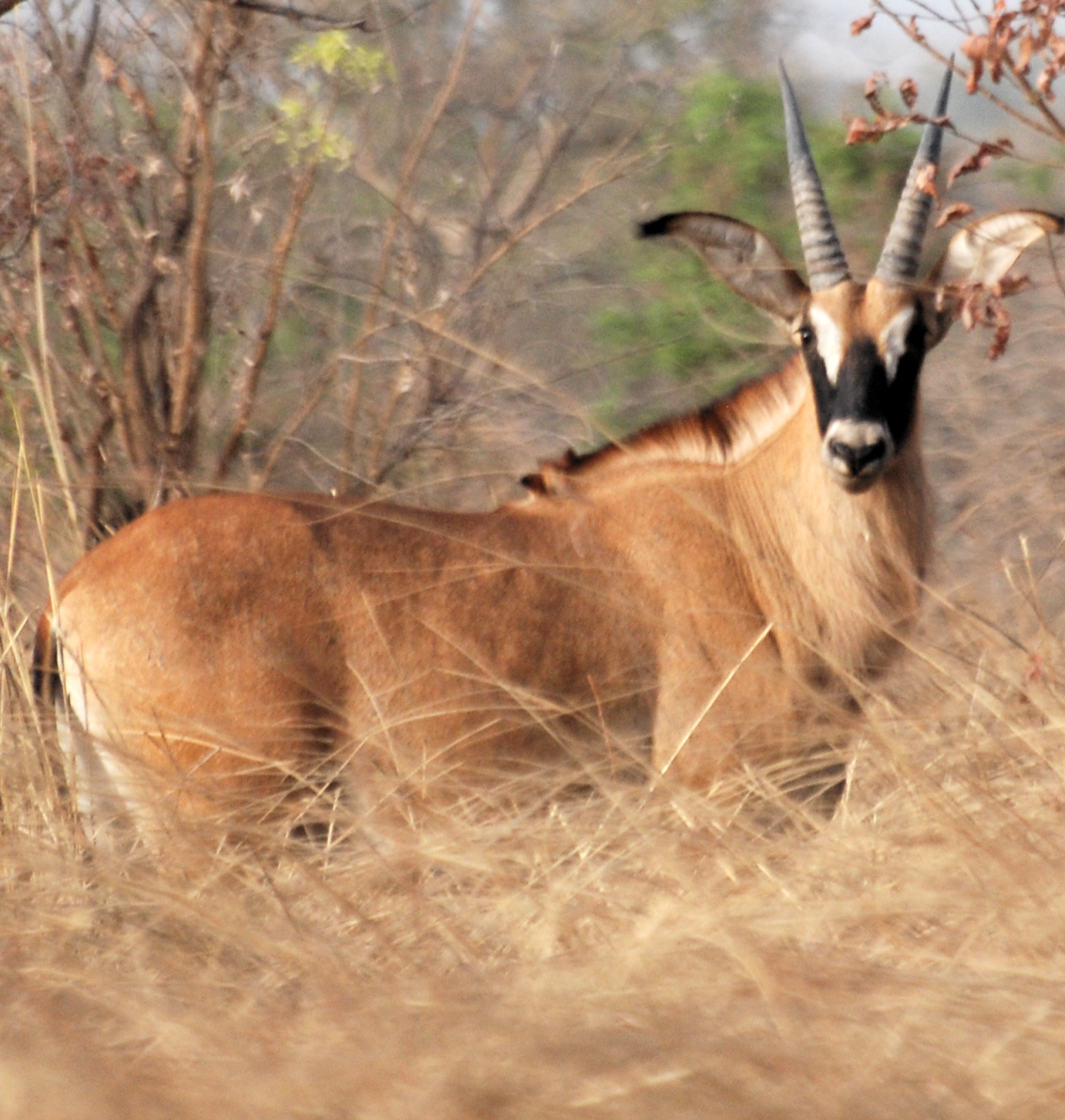
Animaux dans la pendjari

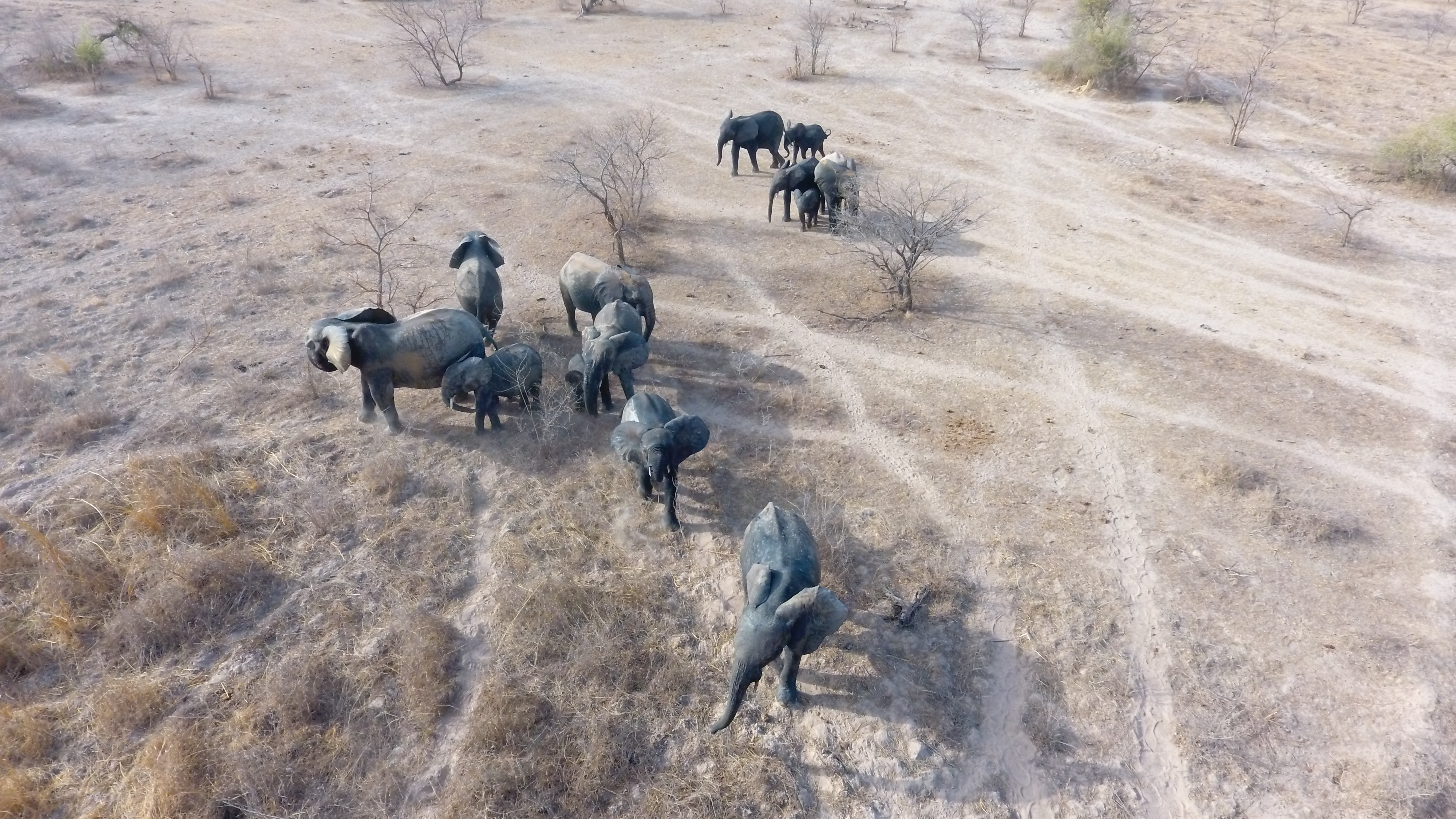
Éléphants de savane africaine à la mare Bali, parc de la pendjari au Bénin.

## Étymologie
Son nom provient du gourmantchéman, langue des Gourmantché, et signifie « la grande rivière ». En effet, elle est la plus grande rivière dans l'espace occupé par ce groupe ethnique.

## Géographie
La Pendjari prend sa source dans le massif de l'Atacora dans le département béninois de même nom. Au Togo elle conflue avec la Oti, puis franchit la frontière ghanéenne. Là elle constitua jadis la frontière entre le Togo (allemand puis britannique) et la Côte de l'Or britannique. Au Ghana, elle s'oriente vers le sud et finit par se jeter dans la Volta au niveau du lac Volta.
La rivière constitue la limite naturelle nord du parc national de la Pendjari du Bénin. Dans sa section du parc national de la Pendjari et dans une partie en aval, la Pendjari constitue la frontière entre le Bénin et le Burkina Faso (avec un conflit de souveraineté entre les deux pays pour la zone dite « Koalou/Kourou »).

## Hydrométrie – Débits à Sabari
Le débit de la Pendjari (Oti) bénéficie des précipitations relativement élevées tombant dans le secteur oriental de son bassin sur la chaîne de l'Atacora et son prolongement sud, les monts du Togo. Elle est donc plus abondamment alimentée que la majorité des autres affluents du fleuve Volta.
Le débit de la rivière a été observé pendant seize ans (1959-1974) à Sabari, localité du Ghana située à peu de distance de son débouché dans le lac Volta. À cet endroit, le débit annuel moyen ou module observé sur cette période a été de 354 m3/s pour une surface prise en compte de 58 670 km2, soit la presque totalité du bassin versant de la rivière. La lame d'eau écoulée dans le bassin versant atteint ainsi le chiffre de 190 millimètres par an, ce qui peut être considéré comme assez élevé dans le contexte du climat régnant sur la plus grande partie du bassin de la Volta, climat caractérisé par de longues saisons sèches.
La Pendjari est un cours d'eau assez abondant mais très irrégulier. Il connait de longues périodes d'étiage avec assèchement parfois complet. Le débit moyen mensuel observé en mars (à l'étiage) n'atteint que 3,6 m3/s, soit 500 fois moins que le débit moyen de septembre, principal mois de crue, ce qui témoigne de sa très grande irrégularité saisonnière. Sur la durée d'observation de 16 ans, le débit mensuel minimal a été de 0 m3/s (complètement à sec), tandis que le débit mensuel maximal s'élevait à 3 040 m3/s.